# اوفوزوم
اوفوزوم (به آلمانی: Uphusum) یک شهر در آلمان است که در نوردفرایسلند واقع شده‌است. اوفوزوم ۴۰۳ نفر جمعیت دارد.